# Tafí Viejo

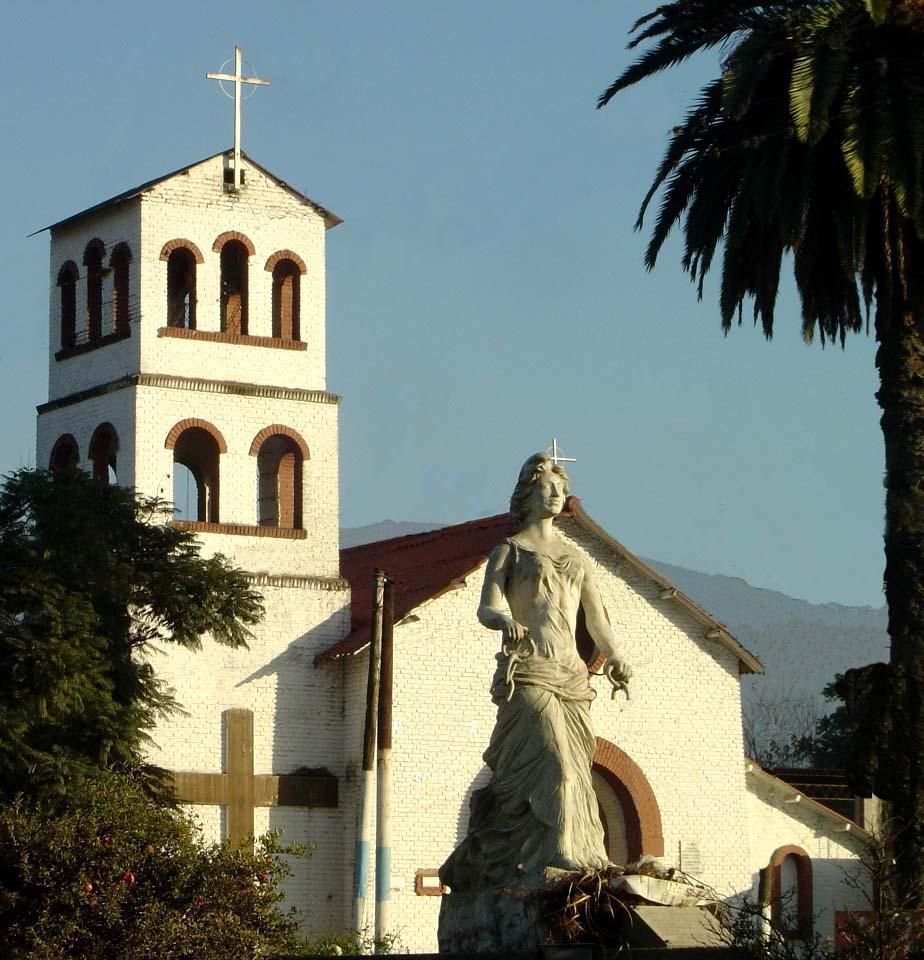
Église à Tafí Viejo

Tafí Viejo est une ville d'Argentine, capitale du Département de Tafí Viejo dans la Province de Tucumán. En 2010, la ville comptait 39 601 habitants.